# Specialty Records
Specialty Records («Спешелті рекордз») — американський лейбл звукозапису, заснований у 1946 році в Голлівуді Артом Рупом (спочатку лейбл називавсяJuke Box). Лейбл випускає записи негритянських виконавців у жанрах ритм-енд-блюз, госпел та рок-н-рол. Одним з найвідоміших музикантів лейблу був Літл Річард.
У 1991 році лейбл був придбаний Fantasy Records, який, в свою чергу, у 2004 році придбав Concord Records.

## Відомі виконавці, що записувались на лейблі
- Ларрі Вільямс
- Сем Кук
- Літл Річард
- Ллойд Прайс
- Мерсі Ді